# Princess/Shan-Lan-Lan
《Princess/Shan-Lan-Lan》是日本女性創作歌手miwa的第20張單曲。2016年6月22日由Sony Music Records發行。

## 單曲解說
《Princess/Shan-Lan-Lan》是以兩A面形式發表的單曲。而單曲封面的「Princess」是直接在封面照片畫上皇冠圖案代替單曲名稱。
販售形式有初回生產限定盤、通常盤及動畫盤共三種。但標題不一樣的是，初回生產限定盤和通常盤取名作《Princess/Shan-Lan-Lan》，動畫盤取名作《Shan-Lan-Lan feat.96貓/Princess》。商業主打方面，A面歌曲「Princess」曾被森永製菓選為商品『BAKE』的廣告歌曲。另外一首A面歌曲「Shan-Lan-Lan」則選用動畫盤的版本作為日本電視台與青森放送播出的電視動畫《飛翔的魔女》片頭主題曲使用。
此外，miwa在進行標題曲「Princess」音樂PV的拍攝時，她是第一次挑戰用曼陀林彈奏，之後的LIVE演唱也用相同樂器彈奏獨唱。

## 收錄歌曲
| 曲序 | 曲目                                 | 作曲          | 編曲    | 时长 |
| ---- | ------------------------------------ | ------------- | ------- | ---- |
| 1.   | Princess                             | miwa, NAOKI-T | NAOKI-T | 4:55 |
| 2.   | Shan-Lan-Lan                         | miwa, NAOKI-T | NAOKI-T | 4:04 |
| 3.   | 單戀（2016.3.8@日本武道館Live ver.） | miwa          | NAOKI-T | 6:28 |
| 4.   | Princess -Instrumentnal-             |               |         |      |
| 5.   | Shan-Lan-Lan -Instrumentnal-         |               |         |      |

上面記載的曲目情報是初回生產限定版和通常版的內容，與動畫盤的不同（後述）。

### 初回生產限定盤
CD《Princess/Shan-Lan-Lan》。
1. Princess
森永製菓『BAKE』廣告歌曲[5]。
2. Shan-Lan-Lan
miwa獨唱版。
3. 單戀（2016.3.8@日本武道館現場Live版）
收錄了與La-evetour.『miwa “ballad collection” tour 2016 ～graduation～』場次公演相同的音源。此外是和小提琴家宮本笑里共同演奏[注 3]。

DVD
1. Princess（影片剪輯+幕後花絮）

### 通常盤
CD
與初回生産限定版的CD相同。

### 期間生產限定盤（動畫盤）
CD《Shan-Lan-Lan feat.96貓/Princess》
1. Shan-Lan-Lan feat.96貓（4:03）
與96貓共同主唱版。日本電視台、青森放送電視動畫《飛翔的魔女》片頭主題歌[6][注 2]。
2. Princess
3. 單戀（2016.3.8@日本武道館Live ver.）
4. Shan-Lan-Lan feat.96貓 -TV Edit Ver.-（1:32）
電視播出版的長度。
5. Shan-Lan-Lan -Instrumental-
6. Princess -Instrumental-

DVD
1. Shan-Lan-Lan feat.96貓
電視動畫《飛翔的魔女》無字幕版的片頭動畫。

## 腳註

## 外部連結
- Sony Music官方網站的歌曲介紹頁面
  - 初回生產限定盤（页面存档备份，存于） （日語）
  - 通常盤（页面存档备份，存于） （日語）
  - 期間生產限定盤（動畫盤）（页面存档备份，存于） （日語）